# Asobi Asobase
Asobi Asobase (あそびあそばせ) é uma série de mangá japonesa escrita e ilustrada por Rin Suzukawa. Começou a serialização no site da Young Animal Densi de Hakusensha em junho de 2015. A série foi compilada em seis volumes tankōbon em junho de 2018. Uma adaptação em anime pela Lerche foi ao ar no Japão entre julho e setembro de 2018.

## Enredo
A série é centrada em Hanako, Olivia e Kasumi, alunas do segundo ano em uma escola só de meninas e os únicos três membros do Clube dos Passatempeiros, um grupo não oficialmente reconhecido. O clube tem objetivos muito ambíguos, geralmente consistindo nos chamados "passatempos" que as garotas imaginam.

## Personagens
- Hanako Honda (本田 華子, Honda Hanako)

Voz de: Hina Kino
Hanako é colega de classe de Olivia e Kasumi, que é extremamente enérgica, arrastando os dois em seu ritmo, jogando jogos estranhos na escola. Sua família é mostrada para ter alguma conexão rica ou nobre como ela é capaz de obter objetos mediante solicitação.
- Olivia (オリヴィア, Orivia)

Voz de: Rika Nagae
Olivia é colega de classe de Hanako e Kasumi, que finge sua etnia estrangeira, fingindo ser uma estudante americana de transferência, apesar de ter nascido e ser criada no Japão apenas com pais estrangeiros. Assim, ela finge falar em japonês quebrado para manter sua imagem enquanto gradualmente melhora para solidificar seu ato.
- Kasumi Nomura (野村 香純, Nomura Kasumi)

Voz de: Konomi Kohara
Kasumi é a colega de classe de Olivia e Hanako que não gosta de jogar devido à provocação constante de sua irmã quando era mais nova. Ela é muito ruim no inglês, apesar de parecer uma garota da biblioteca. Ela gosta de escrever fantasias BL.
- Chisato Higuchi (樋口 千紗都, Higuchi Chisato)

Voz de: Ryōko Maekawa
Chisato é uma professora que é chantageada para se tornar conselheira do Clube dos Passatempeiros, que muitas vezes se sente desanimada por não conseguir encontrar um marido.
- Maeda (前多)

Voz de: Ryōtarō Okiayu
Maeda é o mordomo da família de Hanako. Devido a ser sondado por alienígenas, ele é capaz de disparar raios laser de sua bunda. Ele pode rapidamente construir ou adquirir qualquer item que Hanako peça, de uma piscina infantil inflável a um robô que fala frases pré-programadas em inglês.
- Student Council President (生徒会長, Seitokaichō)

Voz de: Honoka Inoue
Ela é uma garota esperta, de óculos, cujo nome real não foi revelado. Apesar de seu comportamento tímido, ela conseguiu ganhar sua posição de qualquer maneira devido ao discurso de seu vice-presidente que soava ameaçador para o resto do corpo estudantil. Ela constantemente levanta barreiras processuais para o Clube dos Passatempeiros, e oscila entre tentar ser amigo deles ou minar seu clube.
- Oka (岡)

Voz de: Mai Kanazawa
Apelidado de Luu, Oka é o líder do Clube de Pesquisa Oculta que se torna amigo do Clube dos Passatempeiros, ensinando-lhes jogos temáticos ocultistas.
- Aguri Mato

Voz de: Megumi Toda
Apelidado de Agrippa, Aguri é membro da Oka no Clube de Pesquisa Oculta. Ela estava temporariamente fora da escola por razões médicas.
- Tsugumi Aozora (青空 つぐみ, Aozora Tsugumi)

Voz de: Aoi Yūki
Tsugumi é uma colega de classe feminina que os Passatempeiros suspeitam ser de fato masculina, especialmente quando Olivia ouviu Tsugumi confessar que eles eram um menino quando romperam com o namorado, levando-os a irem longe para descobrir a verdadeira identidade de Tsugumi. Tsugumi mantém sua identidade ambígua e gosta de provocar o clube em troca.
- Sainan (済南)

Voz de: Yasunori Masutani
Sainan é a professora de língua da escola que muitas vezes se torna a infeliz vítima do mal das meninas.
- Takayanagi (高柳)

Voz de: Mitsuki Saiga
Takayanagi é o conselheiro de orientação escolar que é um tanto viril na aparência. Ela tem uma irmã mais nova igualmente masculina em seu terceiro ano, que é presidente do Clube de Natação.
- Kentarō Honda (本田 健太郎, Honda Kentarō)

Voz de: Eishin Fudemaru
Kentarō é o irmão mais novo de Hanako.

## Mídia

### Mangá
Asobi Asobase é escrito e ilustrado por Rin Suzukawa. Começou a serialização no site de Young Animal Densi de Hakusensha em 26 de junho de 2015, que foi posteriormente substituído pelo site Manga Park de Hakusensha em 1 de agosto de 2017. A série também é publicada em Young Animal desde 25 de novembro de 2016.

### Anime
Uma adaptação em anime contendo 12 episódios, dirigida por Seiji Kishi e animada por Lerche, foi ao ar desde 8 de julho até 23 de setembro de 2018. Os roteiros são escritos por Yuko Kakihara e a música é composta por Masato Koda. A música tema de abertura é "Three Piece" (スリピス, Suripisu), e a música tema final é "Inkya Impulse" (インキャインパルス, Inkya Inparusu), ambos de Hina Kino, Rika Nagase e Konomi Kohara. Crunchyroll está transmitindo a série. Um episódio original de animação de vídeo será empacotado com o sétimo volume do mangá a ser lançado em 26 de dezembro de 2018.